# Inner-Vikna
Inner-Vikna est une île de la commune de Nærøysund , en mer de Norvège dans le comté de Trøndelag en Norvège.

## Description
L'île de 99,2 km2 est la plus grande des trois grandes îles de l'archipel de Vikna. C'est la plus orientale des trois grandes îles de la commune de Vikna. Le village de Rørvik, ancien centre administratif de Vikna, se trouve au sud-est de l'île. L'ancien Phare de Nærøysund, se trouve au sud-ouest de Rørvik.
L'île relativement plate et aride est séparée du continent par le détroit de Nærøysundet (en). La route départementale 770 la traverse et la relie aux îles Mellom-Vikna et Ytter-Vikna.

## Galerie

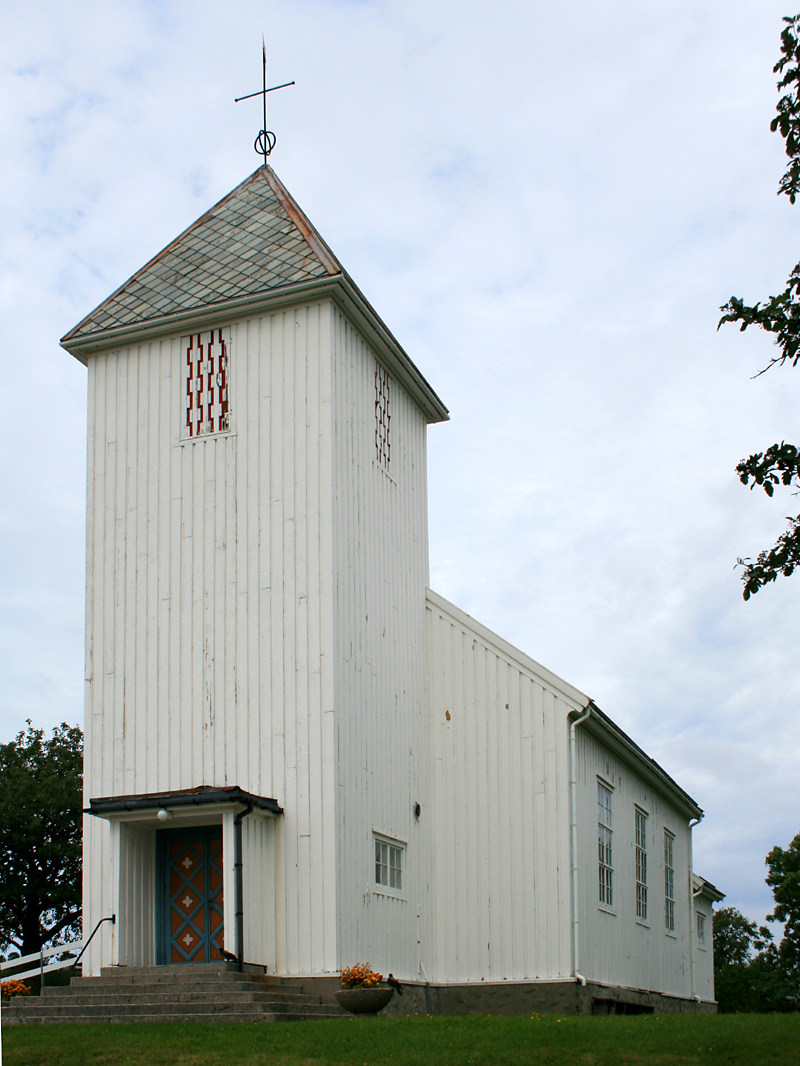
Eglise de Rørvik
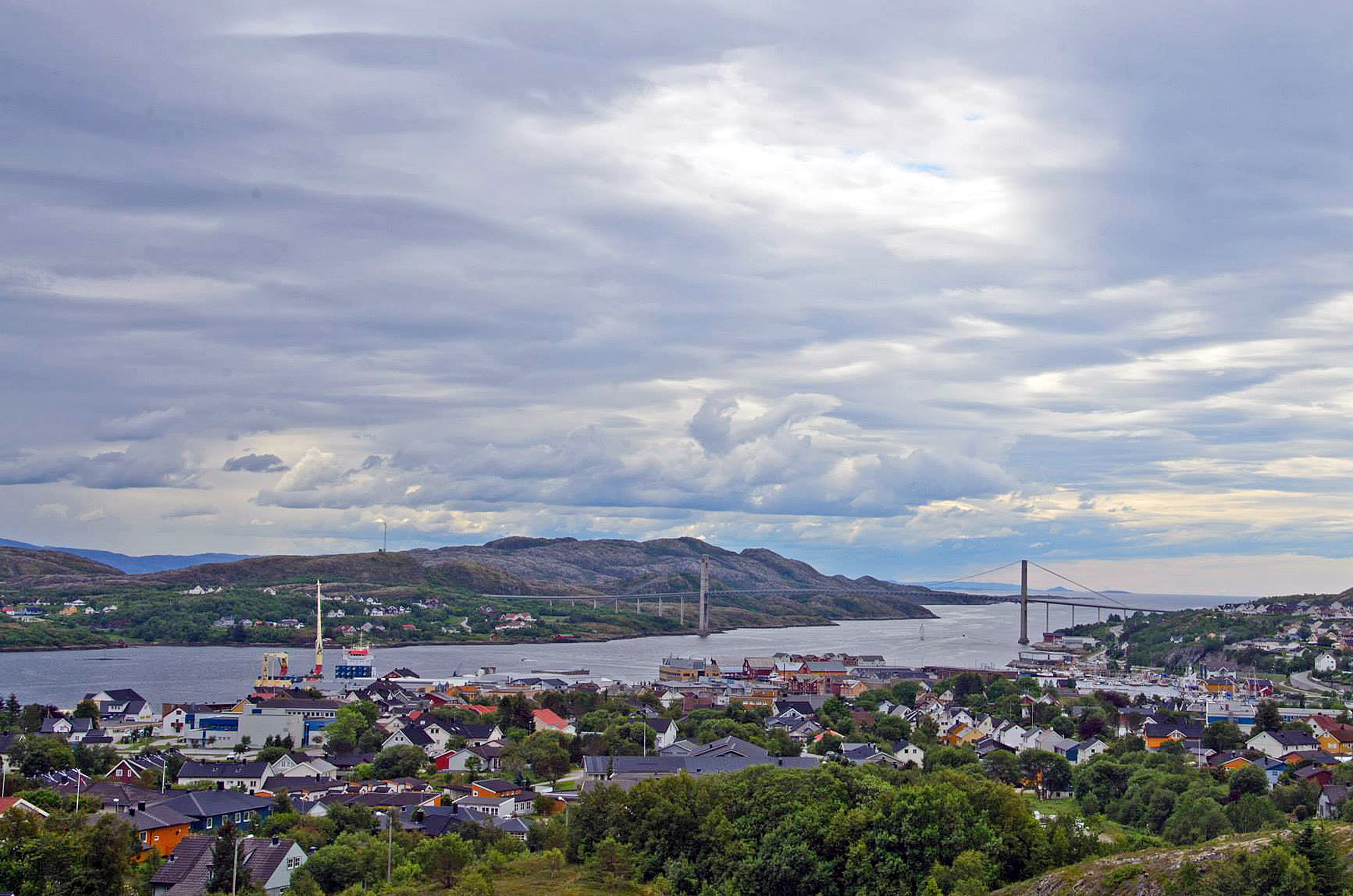
Rørvik et le pont du Nærøysundet
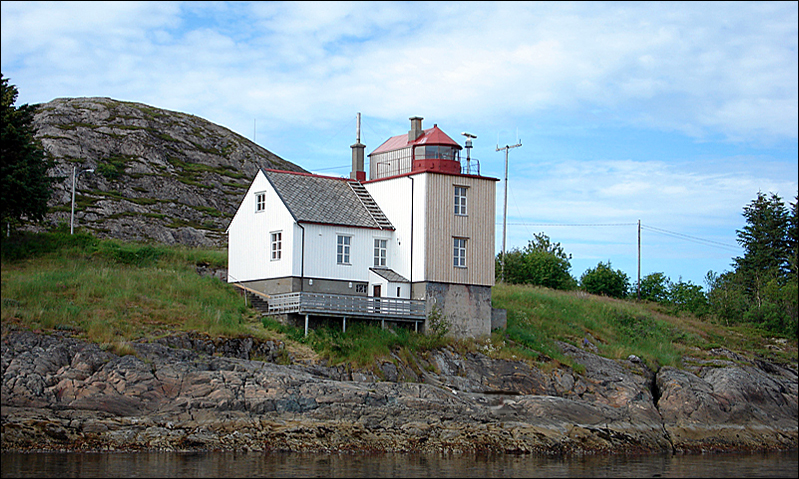
Ancienne maison-phare de Nærøysund, proche de Rørvik